# Darren Campbell
Darren Andrew Campbell MBE (Manchester, 12 september 1973) is een Britse oud-atleet, gespecialiseerd in de sprint. Hij nam driemaal deel aan de Olympische Spelen en behaalde hierbij twee medailles, waaronder een gouden op de 4 x 100 m estafette. Op dit onderdeel was hij gedurende twintig jaar, van 1999 tot 2019, Europees recordhouder.

## Biografie

### Eerste successen
Zijn eerste succes behaalde Campbell in 1991, als zeventienjarige, op de Europese kampioenschappen voor junioren in het Griekse Thessaloniki. Hier won hij drie medailles: goud op de 100 en 200 m en zilver op de 4 x 100 m estafette.
Een jaar later won hij op de wereldkampioenschappen voor junioren in Seoel een zilveren medaille op de 100 en 200 m en veroverde hij goud op de 4 x 100 m estafette. Daarna was Campbell genoodzaakt om een pauze in te lassen vanwege blessures. Hij wisselde van sportarts en speelde drie jaar voetbal in de lagere afdelingen van de Engelse liga.
In 1995 keerde hij terug in de atletiek en kwalificeerde zich onmiddellijk met het Britse team voor de Olympische Spelen van Atlanta. In de eerste ronde van de 4 x 100 meter liet Campbell al tijdens de aflossing zelf de estafettestok vallen zodat het Britse viertal werd gediskwalificeerd.  Op de wereldkampioenschappen van 1996 in Athene behaalde hij een bronzen medaille met de Britse estafetteploeg, die verder bestond uit Darren Braithwaite, Douglas Walker en Julian Golding.

### Tweemaal goud op EK
Het jaar 1998 was voor Darren Campbell zeer succesvol. Op de Europese kampioenschappen in Boedapest veroverde hij tweemaal goud. De eerste maal was dat op de 100 m en de tweede op de 4 x 100 m estafette. Op de estafette won hij ook op de Gemenebestspelen in Kuala Lumpur een gouden medaille. Op de WK van 1999 in Sevilla won hij op de estafette samen met Jason Gardener, Marlon Devonish en Dwain Chambers een zilveren medaille in een Europees record van 37,73 s achter de Amerikaanse ploeg, die 37,59 liep.
Op de Olympische Spelen van Sydney in 2000 werd Darren Campbell op de 200 m tweede achter Maurice Greene. In 2001 had hij opnieuw met blessures te kampen en was hij bijna het hele seizoen uitgeschakeld. In 2002 was hij echter weer terug en werd hij op de EK in München Europees kampioen op de 100 m. Op de Gemenebestspelen van 2002 in zijn geboortestad Manchester werd hij op de 200 m derde en won hij op de estafette het goud.
Op de WK van 2003 in Parijs werd Campbell derde op de 100 m. Met de Britse estafetteploeg won hij een zilveren medaille. Campbell moest zijn medaille later teruggeven, omdat zijn teamgenoot Dwain Chambers niet door de dopingcontrole kwam.

### Olympisch estafettekampioen
Op de Olympische Spelen van 2004 in Athene leverde Campbell zijn grootste prestatie. Hij won een gouden medaille op de 4 x 100 m estafette met zijn teamgenoten Jason Gardener, Marlon Devonish en Mark Lewis-Francis. De Britten leverden met 38,07 de beste seizoenprestatie en versloegen de favoriete VS met één honderdste seconde. Deze prestatie wist hij met de Britse estafetteploeg op de EK van 2006 te herhalen; op de laatste dag prolongeerde hij zijn Europese titel.

### Einde atletiekloopbaan
Darren Campbell zette op 18 augustus 2006, vijf dagen na het behalen van zijn laatste Europese titel, een punt achter zijn atletiekloopbaan. Tijdens zijn carrière heeft hij zich vooral gemanifesteerd als een 'kampioenschapsprinter'. Hij heeft weliswaar nooit een 100 m binnen de 10 seconden gelopen, of een 200 m binnen de twintig, daar staat tegenover dat hij, als het er tijdens grote internationale kampioenschappen op aankwam, regelmatig sneller was dan op papier snellere tegenstanders. Bovendien was hij een uitstekende, betrouwbare estafetteloper.
In zijn actieve tijd was hij aangesloten bij Sale Harriers in Manchester.

## Titels
- Olympisch kampioen 4 x 100 m - 2004
- Gemenebestkampioen 4 x 100 m - 1998, 2002
- Europees kampioen 100 m - 1998
- Europees kampioen 4 x 100 m - 1998, 2006
- Brits kampioen 100 m - 1998, 2003
- Brits kampioen 200 m - 2000
- Europees juniorenkampioen 100 m - 1991
- Europees juniorenkampioen 200 m - 1991

## Persoonlijke records
Outdoor
| Onderdeel | Prestatie | Datum             | Plaats    |
| --------- | --------- | ----------------- | --------- |
| 100 m     | 10,04 s   | 19 augustus 1998  | Boedapest |
| 150 m     | 15,47 s   | 29 juni 1997      | Sheffield |
| 200 m     | 20,13 s   | 27 september 2000 | Sydney    |

Indoor
| Onderdeel | Prestatie | Datum            | Plaats     |
| --------- | --------- | ---------------- | ---------- |
| 50 m      | 5,77 s    | 16 februari 1999 | Madrid     |
| 60 m      | 6,59 s    | 21 februari 2003 | Birmingham |

## Palmares

### 100 m
- 1991:  EJK - 10,46 s
- 1992:  WJK - 10,46 s
- 1995:  Britse (AAA-)kamp. - 10,37 s
- 1997: 8e in ½ fin. WK - 10,37 s
- 1998:  Britse (AAA-)kamp. - 10,22 s
- 1998:  EK - 10,04 s
- 1998: 5e Gemenebestspelen - 10,08 s
- 1999:  Britse (AAA-)kamp. - 10,18 s (RW)
- 1999: 5e in ½ fin. WK - 10,15 s
- 2000: 6e OS - 10,13 s
- 2000:  Britse (AAA-)kamp. - 10,12 s
- 2000:  Europacup - 10,09 s
- 2000:  Grand Prix Finale - 10,25 s
- 2002:  Britse (AAA-)kamp. - 10,11 s
- 2002:  EK - 10,15 s
- 2003:  Britse (AAA-)kamp. - 10,19 s
- 2003:  WK - 10,08 s
- 2004:  Britse (AAA-)kamp. - 10,23 s
- 2004: 4e in serie OS - 10,35 s

### 200 m
- 1990:  ISF World Gymnasiade - 21,60 s
- 1991:  EJK - 20,61 s
- 1992:  WJK - 20,87 s
- 1993:  Britse (AAA-)kamp. - 20,89 s (RW)
- 2000:  Britse (AAA-)kamp. - 20,49 s
- 2000:  OS - 20,14 s
- 2002:  Gemenebestspelen - 20,21 s
- 2002: DSQ in ¼ fin. EK
- 2002:  Britse (AAA-)kamp. - 20,26 s (RW)
- 2003:  Britse (AAA-)kamp. - 20,49 s
- 2003: 4e WK - 20,39 s
- 2004: 8e in ½ fin. OS - 20,89 s
- 2006: DSQ in ¼ fin. Gemenebestspelen

### 4 x 100 m
- 1991:  EJK - 39,86 s
- 1992:  WJK - 39,21 s
- 1996: DNF OS
- 1997:  WK - 38,14 s
- 1998:  Gemenebestspelen - 38,20 s
- 1998:  EK - 38,52 s
- 1999:  WK - 37,73 s (AR)
- 2002:  Gemenebestspelen - 38,62 s
- 2002: DSQ in series EK
- 2003: DSQ WK
- 2004:  OS - 38,07 s
- 2006:  EK - 38,91 s
- 2006: DNF in serie Gemenebestspelen

1912: Jacobs, Macintosh, d'Arcy, Applegarth ·
1920: Paddock, Scholz, Murchison, Kirksey ·
1924: Clarke, Hussey, Leconey, Murchison ·
1928: Wykoff, Quinn, Borah, Russell ·
1932: Kiesel, Toppino, Dyer, Wykoff ·
1936: Owens, Metcalfe, Draper, Wykoff ·
1948: Ewell, Wright, Dillard, Patton ·
1952: Smith, Dillard, Remigino, Stanfield ·
1956: Murchison, King, Baker, Morrow ·
1960: Cullmann, Hary, Mahlendorf, Lauer ·
1964: Drayton, Ashworth, Stebbins, Hayes ·
1968: Greene, Pender, Smith, Hines ·
1972: Black, Taylor, Tinker, Hart ·
1976: Glance, Jones, Hampton, Riddick ·
1980: Moeravjov, Sidorov, Prokofjev, Aksinin ·
1984: Graddy, Brown, Smith, Lewis ·
1988: Bryzgin, Krylov, Moeravjov, Savin ·
1992: Marsh, Burrell, Mitchell, Lewis ·
1996: Esmie, Gilbert, Surin, Bailey ·
2000: Drummond, Williams, Lewis, Greene ·
2004: Gardener, Campbell, Devonish, Lewis-Francis ·
2008: Bledman, Burns, Callender, Thompson ·
2012: Carter, Frater, Blake, Bolt ·
2016: Powell, Blake, Ashmeade, Bolt ·
2020: Desalu, Jacobs, Patta, Tortu ·
2024: Brown, Blake, Rodney, De Grasse